# Afrixalus paradorsalis
Espèce
Synonymes
- Afrixalus congicus paradorsalis Perret, 1960

Statut de conservation UICN

 LC  : Préoccupation mineure
Afrixalus paradorsalis est une espèce d'amphibiens de la famille des Hyperoliidae.

## Répartition
Cette espèce est endémique du centre de l'Afrique. Elle se rencontre, :
- dans le Sud-Est du Nigeria ;
- dans la moitié Sud du Cameroun ;
- en Guinée équatoriale continentale et sur l'île de Bioko ;
- dans la moitié Nord du Gabon.

Sa présence est incertaine en République démocratique du Congo.

## Publication originale
- Perret, 1960 : Batraciens du genre Afrixalus du Cameroun. Revue de zoologie et de botanique africaines, vol. 61, p. 365-374.